# Герб Великоберезнянського району
Герб Великоберезнянського райо́ну — офіційний символ Великоберезнянського району Закарпатської області, затверджений рішенням № 93 сесії районної ради 22 червня 2016 року. Авторами гербу є Слободський Віталій Васильович та Циганин Іван Іванович.

## Опис
Щит перетятий хвилясто у п'ять зламів срібною ниткою на зелене і лазурове поля, середній згин вищий. У нижньому полі над двома срібними пониженими нитяними балками у три злами летить срібний орел. Глава розтята; у першій золотій частині срібна дерев'яна церква, у другій срібній червоний повсталий ведмідь.